# Ženská národní rada

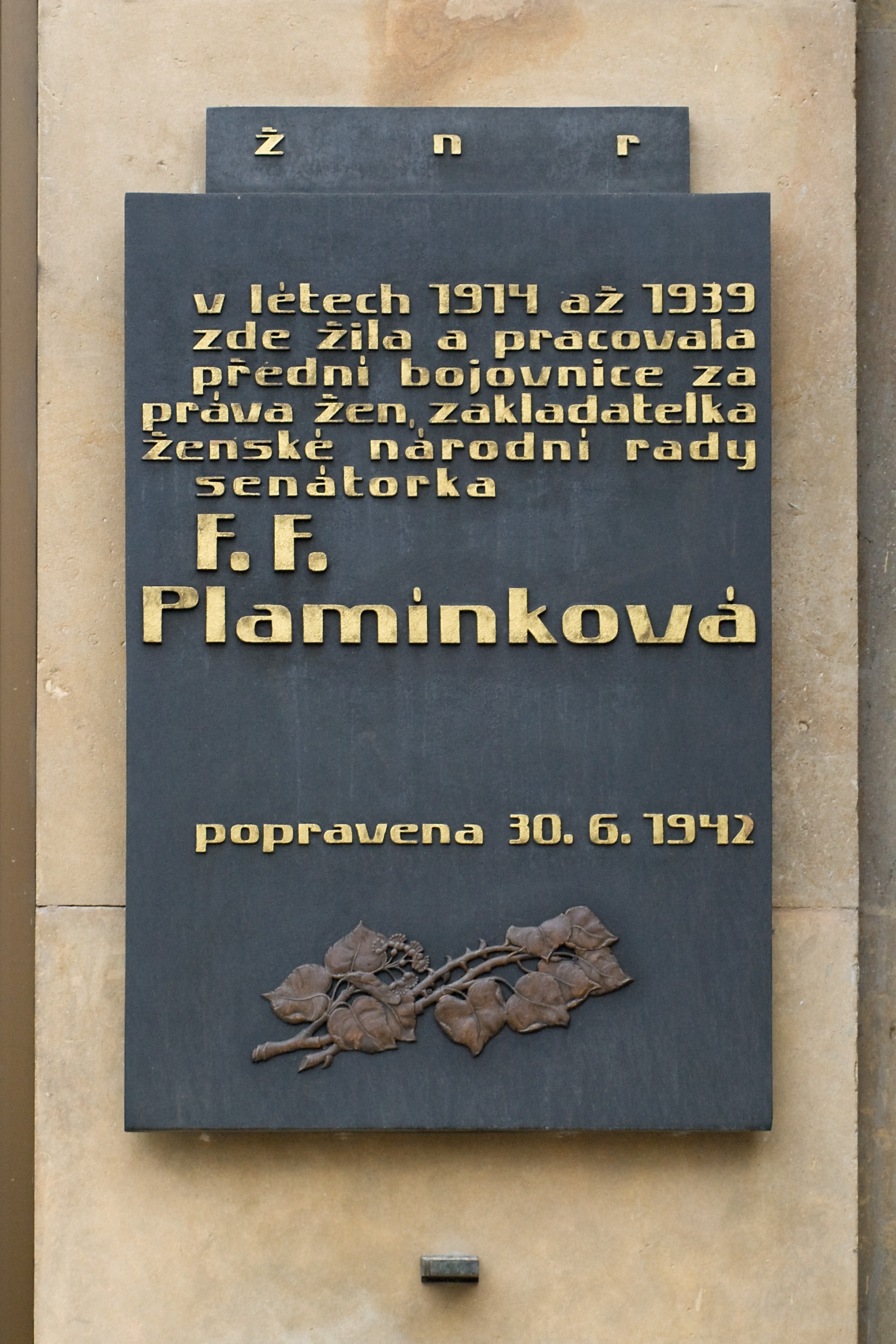
Pamětní deska Františce Plamínkové, zakladatelce ŽNR

Ženská národní rada (ŽNR) (založena 1923 – úředně rozpuštěna 1942) byla vrcholná organizace ženského emancipačního hnutí v předmnichovském Československu. Sdružovala jednotlivé ženské spolky a koordinovala jejich činnost. Zakladatelkou ŽNR a její nejvýraznější vůdčí osobností byla česká politička, senátorka a novinářka Františka Plamínková. Byla nejen její zakladatelkou, ale i její předsedkyní až do roku 1942. Cílem ŽNR bylo faktické zrovnoprávnění žen s muži v zaměstnání jakož i ve společenském životě. Za protektorátu byla činnost ŽNR postupně omezována a její funkcionářky byly gestapem sledovány, perzekvovány, zatýkány a mnohdy i popravovány.

## Historie
Už v první polovině 19. století byly na našem území patrné ženské emancipační tendence směřující k jejich hospodářskému osamostatnění cestou zrovnoprávnění žen v oblasti vzdělání a v oblasti uplatnění žen v zaměstnání. Americký klub dam a Ženský výrobní spolek český jsou toho dokladem.

### 1918 až 1920
Po vzniku první republiky vyvstala v ženském emancipačním hnutí navíc aktuální otázka rovnoprávnosti žen i v politické oblasti. Volební právo ženám a jejich politické zrovnoprávnění jim zaručila už ústava z roku 1920. Svou zásluhu na tom měl i tehdejší prezident Tomáš Garrigue Masaryk.

### Mezi válkami
Uvést zrovnoprávnění (zakotvené v ústavě z roku 1920) do běžného života a společenské praxe – to byl úkol pro emancipační ženské hnutí v meziválečném období. Za tímto účelem vznikla v roce 1923 Ženská národní rada (ŽNR). Kromě její zakladatelky Františky Plamínkové zde působila aktivní obhájkyně ženských práv a její přítelkyně Milada Horáková. Milada Horáková byla tehdejší významnou českou feministkou a klíčovou osobností ŽNR.

### Po Mnichovu
Ženská národní rada patřila mezi první organizace, které se ihned v roce 1938 přihlásily k manifestu Věrni zůstaneme a poté se staly základními kameny ilegální odbojové organizace PVVZ.
S nástupem okupace se osudy mnoha žen, činných v ŽNR a především v politice, vyvinuly velmi dramaticky. Mnohé byly pronásledovány z rasových nebo politických důvodů (především komunistky nebo sociální demokratky), některé dokonce z obou současně. Ocitly se ve věznicích a koncentračních táborech, některé stihly emigrovat a jiné zemřely na popravištích.
Za protektorátu došlo k zákazu činnosti ŽNR a v roce 1942 k jejímu oficiálnímu rozpuštění.

## Oblasti a formy působení
Program Ženské národní rady:
- Osvěta a rozšíření informovanosti o politických právech mezi ženami.
- Pořádání přednášek s cílem změnit veřejné mínění ohledně postavení žen ve společnosti.
- Hájení práv žen formou připomínkování zákonů.
- Poukazování na nerovnoprávnost v konkrétních oblastech života.
- Diskuze s významnými osobnostmi tehdejšího politického života.
- Spolupráce se zahraničními spolky (ŽNR byla členem resp. československou pobočkou Mezinárodní rady žen).
- Boj za práva učitelek (především aby se mohly vdát a přitom dál pokračovat v učitelském povolání).
- Boj za volební právo žen.
- Boj za rovnoprávnost žen s muži jak ve veřejném, tak v soukromém životě.

## Výsledky práce
Během svého působení se ŽNR zasadila o:
- Značné změny v oblasti ženských práv.
- Zasadila se o reformu manželského práva (1919).[p 5]
- ŽNR se snažila prosadit své návrhy do připravované revize jednotlivých částí občanského zákoníku – zejména o úpravě rodinného práva. Za tímto účelem spolek vytvořil Výbor pro reformu rodinného práva. V jeho čele stála Františka Plamínková, hlavní jednatelkou byla Milada Horáková. První ucelený materiál k revizi byl Ženskou národní radou formulován v roce 1925.[1]
- Velká pozornost byla věnována problematice manželské rozluky. Členky ŽNR navrhovaly, aby na manželovi zůstala povinnost starat se o bývalou manželku (tedy aby z jeho pojištění dostávala důchod, zhruba odpovídající vdovskému). Otázka rodinného práva se setkala s mimořádným zájmem veřejnosti a byla tolik připomínkována, že se jeho revize vlekla až do poloviny třicátých let.[1]